# Camellia fraterna
Camellia fraterna là một loài thực vật có hoa trong họ Theaceae. Loài này được Hance mô tả khoa học đầu tiên năm 1862.